# José Antonio Manso de Velasco

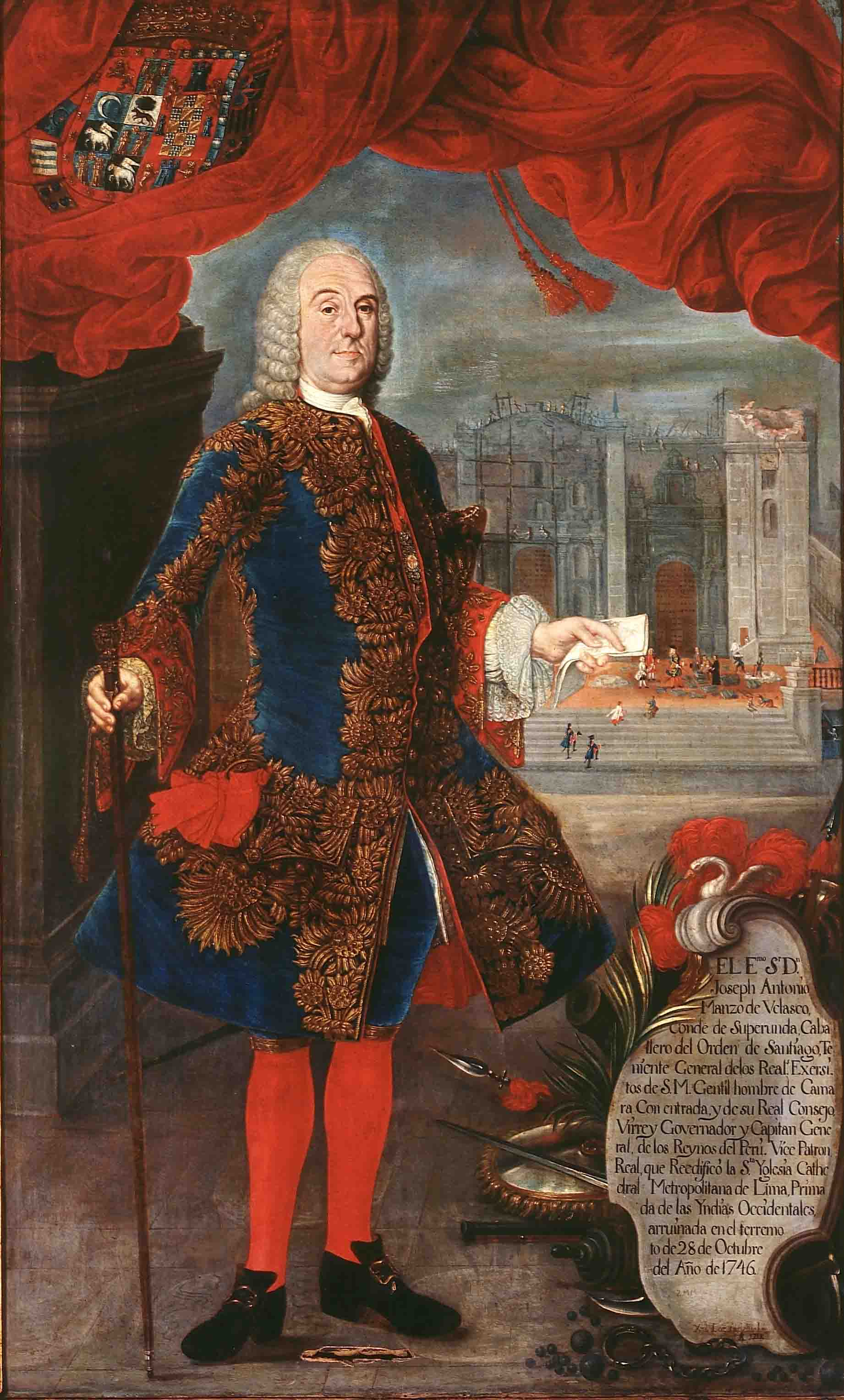
Vizekönig Manso de Velasco

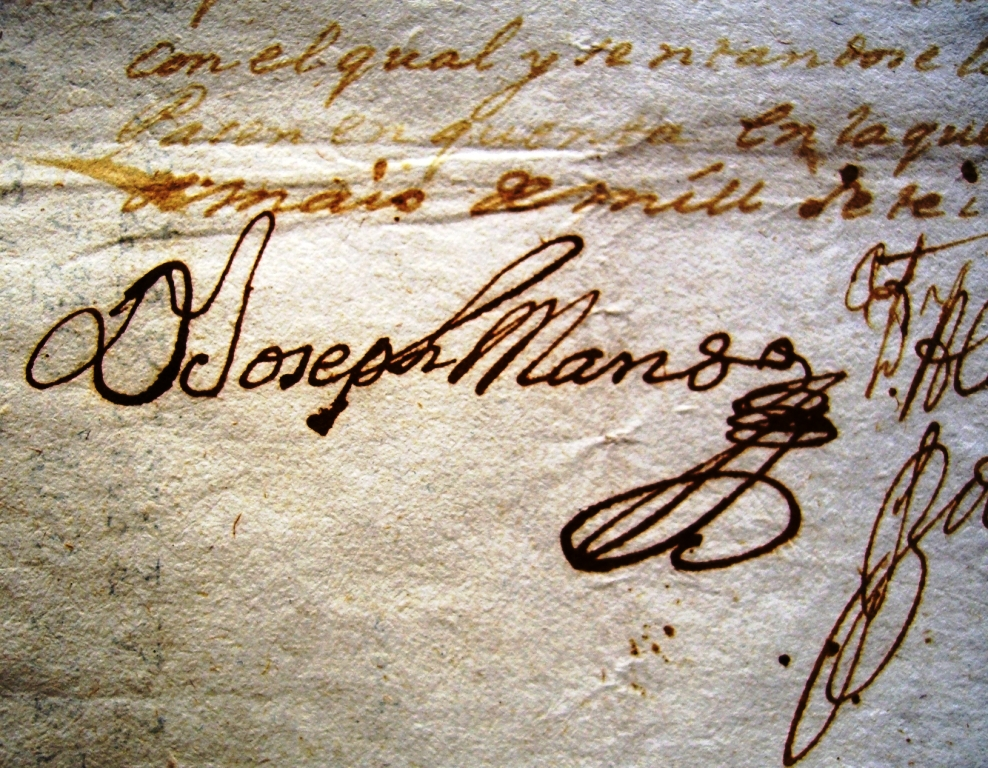
Unterschrift von José Antonio Manso de Velasco

José Antonio Manso de Velasco y Sánchez de Samaniego (getauft 16. Mai 1689 in Torrecilla de Cameros, La Rioja, Spanien; † 6. Mai 1767 in Granada, Spanien) war Gouverneur von Chile und 30. Vizekönig von Peru.

## Leben

### Herkunft und Militärkarriere in Europa
Er wurde als Sohn von Diego Sáenz Manso und seiner Ehefrau Ambrosia Sánchez Samaniego geboren. Mit 16 Jahren trat er 1705 in den Dienst der spanischen Krone.

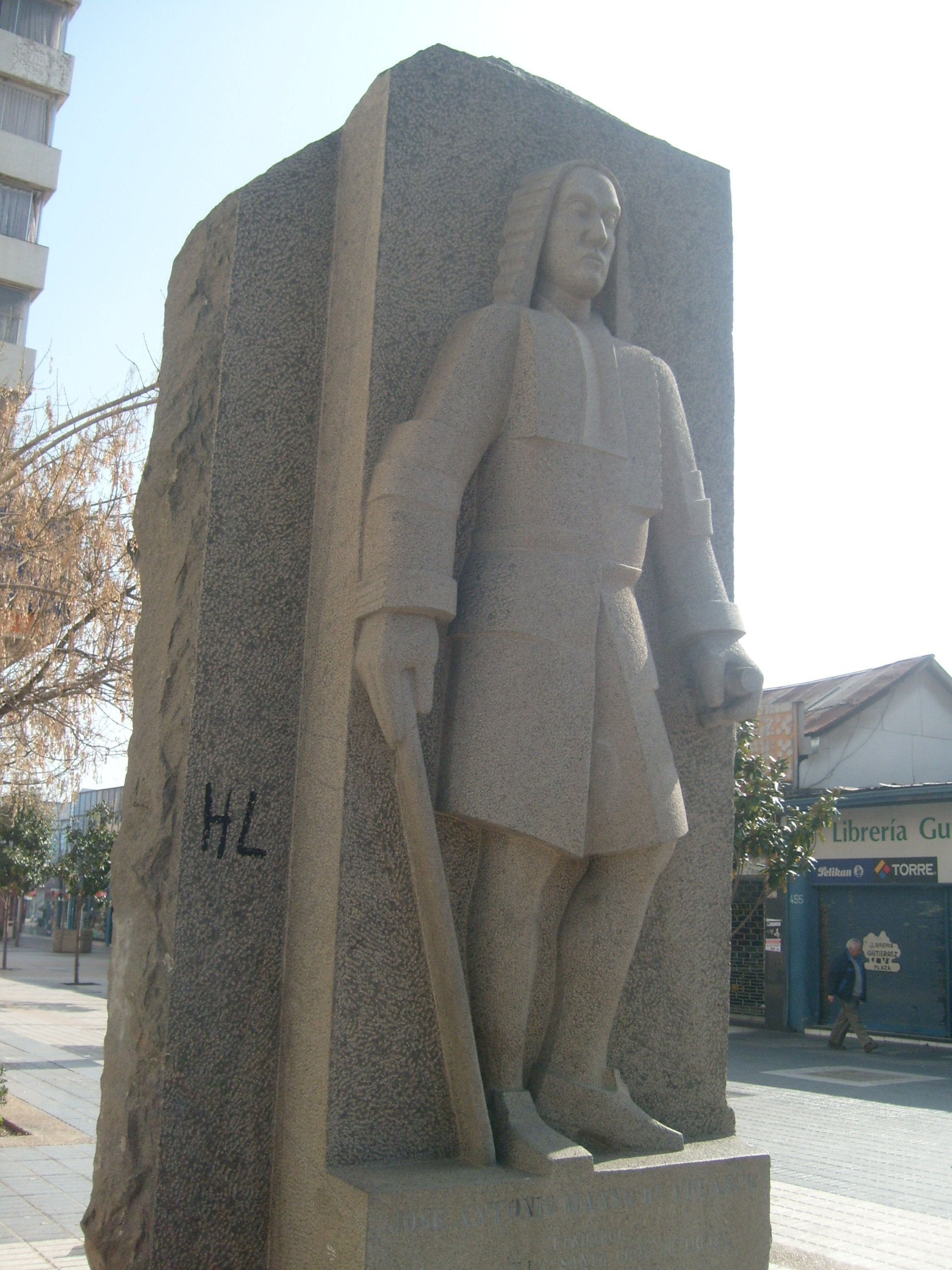
Manso de Velasco

Im Spanischen Erbfolgekrieg nahm er 1706 an der Belagerung von Alcántara teil und wurde verwundet. 1708 belagerte er Tortosa, focht 1709 in der Schlacht von Gudina und 1710 bei der Belagerung von Estadilla. Auch von 1711 bis 1713 nahm er aktiv am Kriegsgeschehen teil, so bei Schlachten von Saragossa und Villaviciosa.
Anschließend nahm er an den Expeditionen nach Cerdeña (1717) und Ceuta (1720) teil und kämpfte bei der Belagerung von Gibraltar (1727) gegen die Briten. Auch bei der Wiedereroberung von Oran (1732) und den Kriegen gegen die Habsburger in Italien von 1733 bis 1736 zeichnete er sich aus. Zum Ende seiner Militärkarriere hatte er den Rang eines Brigadiers und wurde in den Orden von Santiago als Ritter aufgenommen.

### Gouverneur von Chile
Im Jahr 1735 hatte ihn König Philipp V. zum Gouverneur der Philippinen ernannt; seine Entscheidung jedoch widerrufen und ihm stattdessen das Amt des Gouverneurs in Chile übertragen. Am 1. Februar 1737 schiffte sich Manso an Bord der Conquistador in Cádiz ein und erreichte Santiago am 11. November 1737. Am 15. November 1737 trat er sein Amt an.
Zu seinen ersten Amtshandlungen als Gouverneur von Chile zählte die Einberufung einer Versammlung (spanisch: parlamento) mit den Mapuche am 5. Dezember in der Umgebung von Tapihue, mit der die Friedensvereinbarungen seines Vorgängers Manuel Silvestre de Salamanca Cano bestätigt wurden. Dennoch bereitete er zur gleichen Zeit einen Plan zur militärischen Eroberung des chilenischen Südens (Araukanien) vor.
Manso hatte den Auftrag, die bourbonische Politik des starken Zentralstaats auch in den Kolonien durchzusetzen. Auch zu diesem Zweck unternahm er zahlreiche Stadtgründungen. Folgende Städte wurden von José Antonio Manso de Velasco gegründet, damals teilweise noch mit anderen Namen:
- Cauquenes (Nuestra Señora de las Mercedes), 1742
- Copiapó (San Francisco de la Selva), 1744
- Curicó (San José de Buena Vista), 1743
- Melipilla (San José de Logroño), 1742
- Rancagua (Santa Cruz de Triana), 1743
- San Felipe, 1740
- San Fernando, 1742
- Talca (San Agustín de Talca), 1742

Unter seiner Regie wurde in Santiago die erste öffentliche Markthalle errichtet, zudem befahl er, am Río Mapocho Dämme für den Hochwasserschutz zu bauen.

### Vizekönig von Peru
Am 24. Dezember 1744 wurde er zum Vizekönig von Peru befördert. Am 4. Juni 1745 trat er das Amt in Lima an. Als interimistischen Nachfolger im Amt des Gouverneurs bestimmte er Francisco José de Ovando. 1746 wurden die peruanischen Städte Lima und Callao durch ein schweres Erdbeben zerstört, dabei starben mehr als 10.000 Einwohner. Er ließ die Städte neu aufbauen. 1747 gründete er Bellavista zwischen Lima und Callao.
1748 beförderte ihn König Ferdinand VI. zum Conde de Superunda.
1750 konnte er einen geplanten Indianeraufstand aufdecken und verhindern. 1755 beendete er den ersten Abschnitt des Wiederaufbaus der Kathedrale von Lima.
1758, im Alter von 69 Jahren, bat Manso den König um seine Entlassung in den Ruhestand. Diese Bitte wurde ihm 1760 gewährt. Am 12. Oktober 1761 übergab er das Amt des Vizekönigs von Peru an Manuel d’Amat i de Junyent.

### Belagerung von Havanna, Ungnade und Tod
Er wollte nach Europa zurückkehren und wählte die nördliche Route über Panama und Kuba. Im Oktober 1761 traf er in Havanna auf Kuba ein. Die britische Flotte griff im Zuge des Siebenjährigen Krieges die Stadt an. Manso als erfahrener Offizier wurde zum Befehlshaber der Junta de Guerra ausgerufen und leitete die Verteidigung. Nach 67 Tagen der Belagerung musste er 1762 kapitulieren und die Stadt den Engländern übergeben (die sie später im Pariser Frieden 1763 gegen Florida eintauschten).
José Antonio Manso de Velasco wurde dafür in Spanien vor ein Kriegsgericht gestellt und in Granada ins Gefängnis gebracht. Sein Eigentum wurde beschlagnahmt. Er starb 1767 im Alter von 78 Jahren verarmt und in Ungnade.